# 논병아리

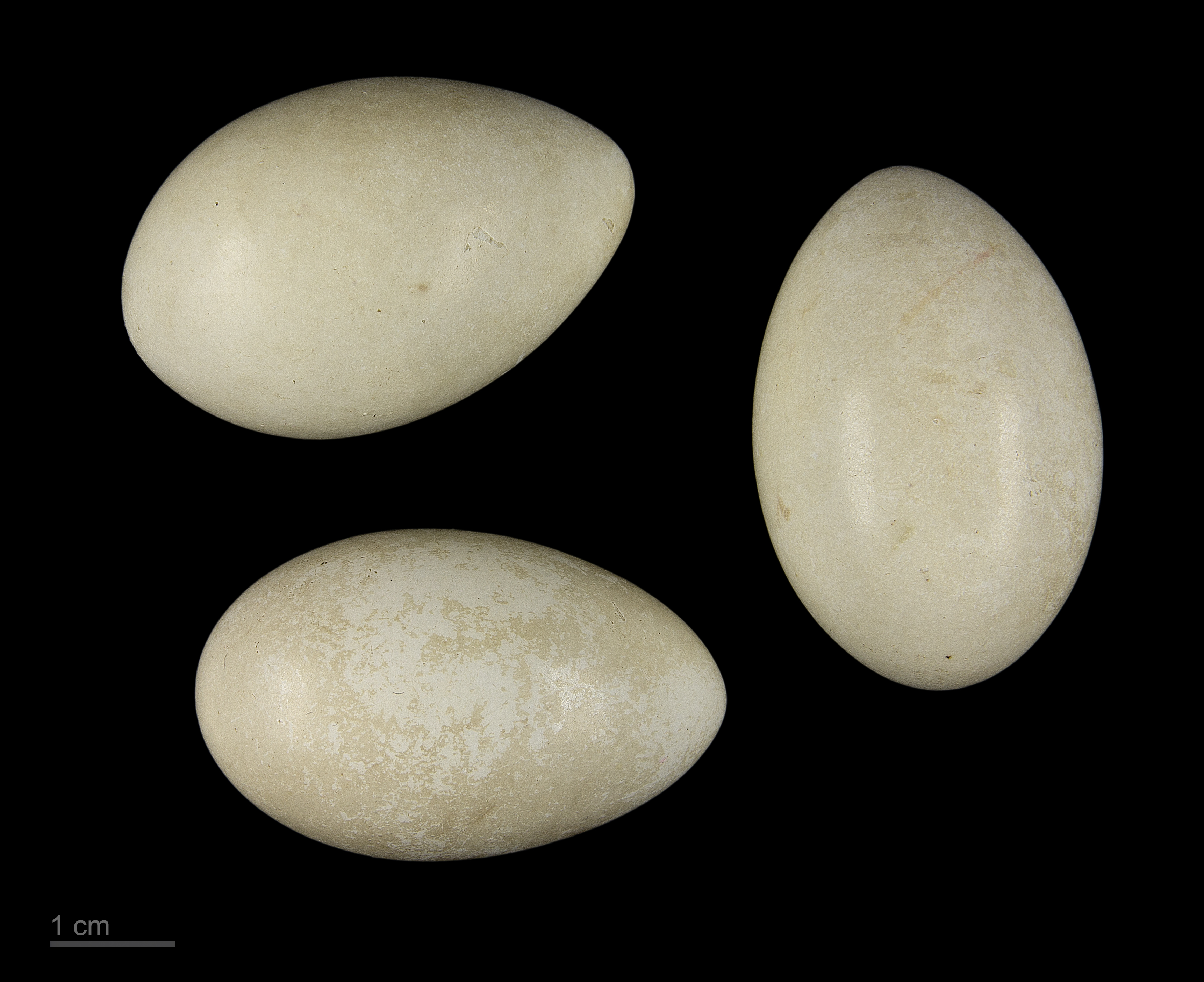
Tachybaptus ruficollis

논병아리는 논병아리목 논병아리과의 새이다.
연못, 호수, 강가 등지에서 서식한다. 몸길이는 23 ~ 27cm이고, 몸의 위쪽은 어두운 갈색 또는 회갈색이며 아래쪽은 흰색이다. 몸털은 부드럽고 많으며 꼬리털은 없다. 다리는 몸의 뒤쪽에 있으며 발가락은 넓적하다.
물 속으로 잠수해서 작은 물고기, 수생곤충, 다슬기, 새우 약간의 수초 등을 먹고 산다. 논병아리는 자기 몸 아래의 비단 모양의 털을 뽑아 먹는 습관이 있는데, 먹은 털은 소화되지 않는 물질을 토해 내는 데 도움이 된다.
암수는 같은 색이며 서로 마주보거나 또는 나란히 여러 가지 구애 동작을 한다. 또한 번식기에는 머리에 장식깃이 발달한다.
보통 암수로 짝을 지어 세력권을 가지며, 줄풀·갈대·연잎·검정말 등의 줄기로 만든 둥지는 물가의 수면에 떠 있으며, 둥지 아래는 수초 등으로 고정한다. 알은 한번에 3 ~ 8개 낳으며, 처음은 흰색이지만 집재료의 잿물 때문에 점점 갈색으로 변한다. 알은 태양열과 집재료의 발효열로 뜨거워지기 때문에 어미가 날개를 흔들어 식힌다. 암수가 교대로 알을 품는데 그 기간은 20 ~ 25일 정도이다.
새끼의 머리에는 희고 검은 세로줄무늬가 있으며, 어미가 자신의 등에 태우고 다닌다. 어미는 잠수하여 작은 먹이를 잡아 자기의 부리에서 직접 새끼가 쪼아 먹게 한다. 새끼가 잠수하여 먹이를 잡으려면 많은 훈련을 해야 하므로 1.5 ~ 3개월간 양육되어야 독립할 수 있다.

## 참고 문헌
- 이 문서에는 다음커뮤니케이션(현 카카오)에서 GFDL 또는 CC-SA 라이선스로 배포한 글로벌 세계대백과사전의 내용을 기초로 작성된 글이 포함되어 있습니다.